# Lista över fornlämningar i Norrtälje kommun (Väddö)
Lista över fornlämningar i Norrtälje kommun (Väddö) är en förteckning av ett urval av de fornlämningar som finns i Väddö i Norrtälje kommun.
| Namn         | Lämningstyp  | Tillkomsttid | Historisk indelning | Plats | Läge                 | ID-nr          | Bild                                 |
| ------------ | ------------ | ------------ | ------------------- | ----- | -------------------- | -------------- | ------------------------------------ |
| Väddö 1:1    | Gravfält     |              | Väddö, Uppland      |       | 59.970761, 18.818621 | 10011200010001 | Ladda upp en bild av detta fornminne |
| Väddö 2:1    | Gravfält     |              | Väddö, Uppland      |       | 59.965517, 18.816984 | 10011200020001 | Ladda upp en bild av detta fornminne |
| Väddö 3:1    | Stensättning |              | Väddö, Uppland      |       | 59.978949, 18.821573 | 10011200030001 | Ladda upp en bild av detta fornminne |
| Väddö 4:1    | Gravfält     |              | Väddö, Uppland      |       | 59.978557, 18.821469 | 10011200040001 | Ladda upp en bild av detta fornminne |
| Väddö 5:1    | Gravfält     |              | Väddö, Uppland      |       | 59.987111, 18.812983 | 10011200050001 | Ladda upp en bild av detta fornminne |
| Väddö 6:1    | Gravfält     |              | Väddö, Uppland      |       | 59.987471, 18.820000 | 10011200060001 | Ladda upp en bild av detta fornminne |
| Väddö 7:1    | Stensättning |              | Väddö, Uppland      |       | 59.988524, 18.818750 | 10011200070001 | Ladda upp en bild av detta fornminne |
| Väddö 7:2    | Stensättning |              | Väddö, Uppland      |       | 59.988274, 18.818484 | 10011200070002 | Ladda upp en bild av detta fornminne |
| Väddö 8:1    | Gravfält     |              | Väddö, Uppland      |       | 59.985207, 18.808468 | 10011200080001 | Ladda upp en bild av detta fornminne |
| Väddö 9:1    | Stensättning |              | Väddö, Uppland      |       | 59.983521, 18.810069 | 10011200090001 | Ladda upp en bild av detta fornminne |
| Väddö 10:1   | Gravfält     |              | Väddö, Uppland      |       | 59.982359, 18.808736 | 10011200100001 | Ladda upp en bild av detta fornminne |
| Väddö 11:1   | Hög          |              | Väddö, Uppland      |       | 59.969915, 18.820293 | 10011200110001 | Ladda upp en bild av detta fornminne |
| Väddö 11:2   | Stensättning |              | Väddö, Uppland      |       | 59.969603, 18.820077 | 10011200110002 | Ladda upp en bild av detta fornminne |
| Väddö 11:3   | Stensättning |              | Väddö, Uppland      |       | 59.969559, 18.819980 | 10011200110003 | Ladda upp en bild av detta fornminne |
| Väddö 13:1   | Stensättning |              | Väddö, Uppland      |       | 60.074385, 18.772596 | 10011200130001 | Ladda upp en bild av detta fornminne |
| Väddö 14:1   | Hög          |              | Väddö, Uppland      |       | 60.070657, 18.770404 | 10011200140001 | Ladda upp en bild av detta fornminne |
| Väddö 15:1   | Gravfält     |              | Väddö, Uppland      |       | 59.967424, 18.813499 | 10011200150001 | Ladda upp en bild av detta fornminne |
| Väddö 16:1   | Stensättning |              | Väddö, Uppland      |       | 59.966090, 18.810510 | 10011200160001 | Ladda upp en bild av detta fornminne |
| Väddö 17:101 | Gravfält     |              | Väddö, Uppland      |       | 60.044225, 18.779581 | 10011200170101 | Ladda upp en bild av detta fornminne |
| Väddö 17:201 | Gravfält     |              | Väddö, Uppland      |       | 60.043629, 18.779392 | 10011200170201 | Ladda upp en bild av detta fornminne |
| Väddö 18:1   | Gravfält     |              | Väddö, Uppland      |       | 60.041298, 18.780387 | 10011200180001 | Ladda upp en bild av detta fornminne |
| Väddö 19:1   | Gravfält     |              | Väddö, Uppland      |       | 60.041114, 18.782023 | 10011200190001 | Ladda upp en bild av detta fornminne |
| Väddö 20:1   | Stensättning |              | Väddö, Uppland      |       | 59.962043, 18.813495 | 10011200200001 | Ladda upp en bild av detta fornminne |
| Väddö 21:1   | Gravfält     |              | Väddö, Uppland      |       | 60.021902, 18.819594 | 10011200210001 | Ladda upp en bild av detta fornminne |
| Väddö 22:1   | Röse         |              | Väddö, Uppland      |       | 59.994942, 18.810251 | 10011200220001 | Ladda upp en bild av detta fornminne |
| Väddö 22:2   | Stensättning |              | Väddö, Uppland      |       | 59.995013, 18.810439 | 10011200220002 | Ladda upp en bild av detta fornminne |
| Väddö 24:1   | Gravfält     |              | Väddö, Uppland      |       | 60.013949, 18.795993 | 10011200240001 | Ladda upp en bild av detta fornminne |
| Väddö 25:1   | Hög          |              | Väddö, Uppland      |       | 60.013888, 18.797169 | 10011200250001 | Ladda upp en bild av detta fornminne |
| Väddö 26:1   | Stensättning |              | Väddö, Uppland      |       | 60.014244, 18.797763 | 10011200260001 | Ladda upp en bild av detta fornminne |
| Väddö 27:1   | Gravfält     |              | Väddö, Uppland      |       | 60.014779, 18.798158 | 10011200270001 | Ladda upp en bild av detta fornminne |
| Väddö 29:1   | Gravfält     |              | Väddö, Uppland      |       | 59.994183, 18.799994 | 10011200290001 | Ladda upp en bild av detta fornminne |
| Väddö 30:1   | Stensättning |              | Väddö, Uppland      |       | 60.015150, 18.805538 | 10011200300001 | Ladda upp en bild av detta fornminne |
| Väddö 30:2   | Stensättning |              | Väddö, Uppland      |       | 60.015182, 18.805704 | 10011200300002 | Ladda upp en bild av detta fornminne |
| Väddö 30:3   | Stensättning |              | Väddö, Uppland      |       | 60.015269, 18.805625 | 10011200300003 | Ladda upp en bild av detta fornminne |
| Väddö 31:1   | Stensättning |              | Väddö, Uppland      |       | 60.019415, 18.813339 | 10011200310001 | Ladda upp en bild av detta fornminne |
| Väddö 31:2   | Stensättning |              | Väddö, Uppland      |       | 60.019496, 18.813500 | 10011200310002 | Ladda upp en bild av detta fornminne |
| Väddö 35:1   | Stensättning |              | Väddö, Uppland      |       | 60.021925, 18.813163 | 10011200350001 | Ladda upp en bild av detta fornminne |
| Väddö 36:1   | Gravfält     |              | Väddö, Uppland      |       | 60.019670, 18.806082 | 10011200360001 | Ladda upp en bild av detta fornminne |
| Väddö 37:1   | Gravfält     |              | Väddö, Uppland      |       | 60.016936, 18.793564 | 10011200370001 | Ladda upp en bild av detta fornminne |
| Väddö 38:1   | Gravfält     |              | Väddö, Uppland      |       | 59.961834, 18.860267 | 10011200380001 | Ladda upp en bild av detta fornminne |
| Väddö 39:1   | Stensättning |              | Väddö, Uppland      |       | 59.960895, 18.861295 | 10011200390001 | Ladda upp en bild av detta fornminne |
| Väddö 40:1   | Gravfält     |              | Väddö, Uppland      |       | 59.967393, 18.862063 | 10011200400001 | Ladda upp en bild av detta fornminne |
| Väddö 41:1   | Gravfält     |              | Väddö, Uppland      |       | 59.963759, 18.824113 | 10011200410001 | Ladda upp en bild av detta fornminne |
| Väddö 42:1   | Gravfält     |              | Väddö, Uppland      |       | 59.962035, 18.829241 | 10011200420001 | Ladda upp en bild av detta fornminne |
| Väddö 43:1   | Hög          |              | Väddö, Uppland      |       | 59.962329, 18.828999 | 10011200430001 | Ladda upp en bild av detta fornminne |
| Väddö 44:1   | Stensättning |              | Väddö, Uppland      |       | 60.033051, 18.846498 | 10011200440001 | Ladda upp en bild av detta fornminne |
| Väddö 45:1   | Stensättning |              | Väddö, Uppland      |       | 60.031550, 18.841488 | 10011200450001 | Ladda upp en bild av detta fornminne |
| Väddö 46:1   | Gravfält     |              | Väddö, Uppland      |       | 59.958711, 18.868636 | 10011200460001 | Ladda upp en bild av detta fornminne |
| Väddö 47:1   | Gravfält     |              | Väddö, Uppland      |       | 59.960430, 18.870706 | 10011200470001 | Ladda upp en bild av detta fornminne |
| Väddö 49:1   | Stensättning |              | Väddö, Uppland      |       | 59.968280, 18.860846 | 10011200490001 | Ladda upp en bild av detta fornminne |
| Väddö 49:2   | Stensättning |              | Väddö, Uppland      |       | 59.968362, 18.860989 | 10011200490002 | Ladda upp en bild av detta fornminne |
| Väddö 50:1   | Hög          |              | Väddö, Uppland      |       | 59.963481, 18.859051 | 10011200500001 | Ladda upp en bild av detta fornminne |
| Väddö 51:1   | Stensättning |              | Väddö, Uppland      |       | 59.947672, 18.838211 | 10011200510001 | Ladda upp en bild av detta fornminne |
| Väddö 51:2   | Stensättning |              | Väddö, Uppland      |       | 59.947768, 18.838387 | 10011200510002 | Ladda upp en bild av detta fornminne |
| Väddö 51:3   | Stensättning |              | Väddö, Uppland      |       | 59.947841, 18.838191 | 10011200510003 | Ladda upp en bild av detta fornminne |
| Väddö 52:1   | Gravfält     |              | Väddö, Uppland      |       | 59.945283, 18.848636 | 10011200520001 | Ladda upp en bild av detta fornminne |
| Väddö 53:1   | Gravfält     |              | Väddö, Uppland      |       | 59.936882, 18.835296 | 10011200530001 | Ladda upp en bild av detta fornminne |
| Väddö 54:1   | Stensättning |              | Väddö, Uppland      |       | 59.961446, 18.800260 | 10011200540001 | Ladda upp en bild av detta fornminne |
| Väddö 55:1   | Stensättning |              | Väddö, Uppland      |       | 59.956614, 18.803053 | 10011200550001 | Ladda upp en bild av detta fornminne |
| Väddö 58:1   | Gravfält     |              | Väddö, Uppland      |       | 59.956699, 18.786951 | 10011200580001 | Ladda upp en bild av detta fornminne |
| Väddö 59:1   | Gravfält     |              | Väddö, Uppland      |       | 59.957140, 18.789127 | 10011200590001 | Ladda upp en bild av detta fornminne |
| Väddö 60:1   | Gravfält     |              | Väddö, Uppland      |       | 59.956933, 18.791032 | 10011200600001 | Ladda upp en bild av detta fornminne |
| Väddö 62:1   | Stensättning |              | Väddö, Uppland      |       | 59.953805, 18.781941 | 10011200620001 | Ladda upp en bild av detta fornminne |
| Väddö 63:1   | Hög          |              | Väddö, Uppland      |       | 59.956452, 18.761256 | 10011200630001 | Ladda upp en bild av detta fornminne |
| Väddö 64:1   | Runristning  |              | Väddö, Uppland      |       | 59.992617, 18.795407 | 10011200640001 | Ladda upp en bild av detta fornminne |
| Väddö 65:1   | Gravfält     |              | Väddö, Uppland      |       | 59.993196, 18.795065 | 10011200650001 | Ladda upp en bild av detta fornminne |
| Väddö 66:1   | Gravfält     |              | Väddö, Uppland      |       | 59.993736, 18.794904 | 10011200660001 | Ladda upp en bild av detta fornminne |
| Väddö 72:1   | Hög          |              | Väddö, Uppland      |       | 59.941833, 18.822956 | 10011200720001 | Ladda upp en bild av detta fornminne |
| Väddö 73:1   | Stensättning |              | Väddö, Uppland      |       | 59.938870, 18.828402 | 10011200730001 | Ladda upp en bild av detta fornminne |
| Väddö 74:1   | Hög          |              | Väddö, Uppland      |       | 59.980133, 18.823927 | 10011200740001 | Ladda upp en bild av detta fornminne |
| Väddö 76:1   | Gravfält     |              | Väddö, Uppland      |       | 59.953199, 18.835892 | 10011200760001 | Ladda upp en bild av detta fornminne |
| Väddö 77:1   | Gravfält     |              | Väddö, Uppland      |       | 59.946653, 18.840341 | 10011200770001 | Ladda upp en bild av detta fornminne |
| Väddö 78:1   | Gravfält     |              | Väddö, Uppland      |       | 59.946185, 18.838799 | 10011200780001 | Ladda upp en bild av detta fornminne |
| Väddö 79:1   | Gravfält     |              | Väddö, Uppland      |       | 59.945588, 18.836509 | 10011200790001 | Ladda upp en bild av detta fornminne |
| Väddö 80:101 | Gravfält     |              | Väddö, Uppland      |       | 59.981972, 18.846845 | 10011200800101 | Ladda upp en bild av detta fornminne |
| Väddö 80:201 | Gravfält     |              | Väddö, Uppland      |       | 59.981301, 18.847200 | 10011200800201 | Ladda upp en bild av detta fornminne |
| Väddö 82:1   | Röse         |              | Väddö, Uppland      |       | 59.957077, 18.772760 | 10011200820001 | Ladda upp en bild av detta fornminne |
| Väddö 85:1   | Röse         |              | Väddö, Uppland      |       | 60.010703, 18.780526 | 10011200850001 | Ladda upp en bild av detta fornminne |
| Väddö 86:1   | Stensättning |              | Väddö, Uppland      |       | 60.009669, 18.779699 | 10011200860001 | Ladda upp en bild av detta fornminne |
| Väddö 87:1   | Stensättning |              | Väddö, Uppland      |       | 60.010189, 18.778461 | 10011200870001 | Ladda upp en bild av detta fornminne |
| Väddö 88:1   | Gravfält     |              | Väddö, Uppland      |       | 59.992347, 18.762622 | 10011200880001 | Ladda upp en bild av detta fornminne |
| Väddö 89:1   | Röse         |              | Väddö, Uppland      |       | 59.992766, 18.762722 | 10011200890001 | Ladda upp en bild av detta fornminne |
| Väddö 89:2   | Stensättning |              | Väddö, Uppland      |       | 59.992686, 18.763157 | 10011200890002 | Ladda upp en bild av detta fornminne |
| Väddö 91:1   | Röse         |              | Väddö, Uppland      |       | 59.994150, 18.761151 | 10011200910001 | Ladda upp en bild av detta fornminne |
| Väddö 92:1   | Stensättning |              | Väddö, Uppland      |       | 59.994368, 18.759964 | 10011200920001 | Ladda upp en bild av detta fornminne |
| Väddö 92:2   | Stensättning |              | Väddö, Uppland      |       | 59.994044, 18.760013 | 10011200920002 | Ladda upp en bild av detta fornminne |
| Väddö 93:1   | Röse         |              | Väddö, Uppland      |       | 59.952347, 18.748044 | 10011200930001 | Ladda upp en bild av detta fornminne |
| Väddö 96:1   | Stensättning |              | Väddö, Uppland      |       | 59.988645, 18.731118 | 10011200960001 | Ladda upp en bild av detta fornminne |
| Väddö 96:2   | Stensättning |              | Väddö, Uppland      |       | 59.988450, 18.731267 | 10011200960002 | Ladda upp en bild av detta fornminne |
| Väddö 98:1   | Stensättning |              | Väddö, Uppland      |       | 59.959178, 18.832213 | 10011200980001 | Ladda upp en bild av detta fornminne |
| Väddö 98:2   | Stensättning |              | Väddö, Uppland      |       | 59.959093, 18.832252 | 10011200980002 | Ladda upp en bild av detta fornminne |
| Väddö 98:3   | Stensättning |              | Väddö, Uppland      |       | 59.958975, 18.832228 | 10011200980003 | Ladda upp en bild av detta fornminne |
| Väddö 99:1   | Gravfält     |              | Väddö, Uppland      |       | 59.959575, 18.869188 | 10011200990001 | Ladda upp en bild av detta fornminne |
| Väddö 100:1  | Gravfält     |              | Väddö, Uppland      |       | 59.956228, 18.849541 | 10011201000001 | Ladda upp en bild av detta fornminne |
| Väddö 102:1  | Röse         |              | Väddö, Uppland      |       | 59.930766, 18.877931 | 10011201020001 | Ladda upp en bild av detta fornminne |
| Väddö 116:1  | Stensättning |              | Väddö, Uppland      |       | 60.075738, 18.777958 | 10011201160001 | Ladda upp en bild av detta fornminne |
| Väddö 117:1  | Röse         |              | Väddö, Uppland      |       | 60.068352, 18.826415 | 10011201170001 | Ladda upp en bild av detta fornminne |
| Väddö 119:1  | Röse         |              | Väddö, Uppland      |       | 60.065886, 18.826159 | 10011201190001 | Ladda upp en bild av detta fornminne |
| Väddö 120:1  | Röse         |              | Väddö, Uppland      |       | 60.074908, 18.819657 | 10011201200001 | Ladda upp en bild av detta fornminne |
| Väddö 121:1  | Stensättning |              | Väddö, Uppland      |       | 59.958379, 18.856965 | 10011201210001 | Ladda upp en bild av detta fornminne |
| Väddö 123:1  | Gravfält     |              | Väddö, Uppland      |       | 59.956697, 18.829214 | 10011201230001 | Ladda upp en bild av detta fornminne |
| Väddö 125:1  | Röse         |              | Väddö, Uppland      |       | 59.993348, 18.757239 | 10011201250001 | Ladda upp en bild av detta fornminne |
| Väddö 126:1  | Gravfält     |              | Väddö, Uppland      |       | 59.993315, 18.725072 | 10011201260001 | Ladda upp en bild av detta fornminne |
| Väddö 128:1  | Gravfält     |              | Väddö, Uppland      |       | 59.947280, 18.889402 | 10011201280001 | Ladda upp en bild av detta fornminne |
| Väddö 129:1  | Stensättning |              | Väddö, Uppland      |       | 59.993802, 18.725064 | 10011201290001 | Ladda upp en bild av detta fornminne |
| Väddö 130:1  | Hög          |              | Väddö, Uppland      |       | 59.957067, 18.760891 | 10011201300001 | Ladda upp en bild av detta fornminne |
| Väddö 130:2  | Hög          |              | Väddö, Uppland      |       | 59.957011, 18.760587 | 10011201300002 | Ladda upp en bild av detta fornminne |
| Väddö 152:1  | Stensättning |              | Väddö, Uppland      |       | 59.985609, 18.807501 | 10011201520001 | Ladda upp en bild av detta fornminne |
| Väddö 153:1  | Stensättning |              | Väddö, Uppland      |       | 60.020967, 18.812401 | 10011201530001 | Ladda upp en bild av detta fornminne |
| Väddö 153:2  | Stensättning |              | Väddö, Uppland      |       | 60.021069, 18.812332 | 10011201530002 | Ladda upp en bild av detta fornminne |
| Väddö 156:1  | Gravfält     |              | Väddö, Uppland      |       | 59.962556, 18.813481 | 10011201560001 | Ladda upp en bild av detta fornminne |
| Väddö 158:1  | Fornborg     |              | Väddö, Uppland      |       | 60.007355, 18.778316 | 10011201580001 | Ladda upp en bild av detta fornminne |
| Väddö 159:1  | Röse         |              | Väddö, Uppland      |       | 59.947424, 18.887878 | 10011201590001 | Ladda upp en bild av detta fornminne |
| Väddö 165:1  | Stensättning |              | Väddö, Uppland      |       | 59.991042, 18.764162 | 10011201650001 | Ladda upp en bild av detta fornminne |
| Väddö 165:3  | Stensättning |              | Väddö, Uppland      |       | 59.991136, 18.764603 | 10011201650003 | Ladda upp en bild av detta fornminne |
| Väddö 166:1  | Stensättning |              | Väddö, Uppland      |       | 59.958333, 18.866725 | 10011201660001 | Ladda upp en bild av detta fornminne |
| Väddö 173:1  | Röse         |              | Väddö, Uppland      |       | 59.994152, 18.755629 | 10011201730001 | Ladda upp en bild av detta fornminne |
| Väddö 173:2  | Stensättning |              | Väddö, Uppland      |       | 59.993830, 18.756378 | 10011201730002 | Ladda upp en bild av detta fornminne |
| Väddö 173:3  | Stensättning |              | Väddö, Uppland      |       | 59.993834, 18.756547 | 10011201730003 | Ladda upp en bild av detta fornminne |
| Väddö 182:1  | Stensättning |              | Väddö, Uppland      |       | 59.991999, 18.738426 | 10011201820001 | Ladda upp en bild av detta fornminne |
| Väddö 183:1  | Stensättning |              | Väddö, Uppland      |       | 59.996053, 18.739148 | 10011201830001 | Ladda upp en bild av detta fornminne |
| Väddö 184:1  | Stensättning |              | Väddö, Uppland      |       | 59.996762, 18.739575 | 10011201840001 | Ladda upp en bild av detta fornminne |
| Väddö 184:2  | Stensättning |              | Väddö, Uppland      |       | 59.997017, 18.740033 | 10011201840002 | Ladda upp en bild av detta fornminne |
| Väddö 201:1  | Stensättning |              | Väddö, Uppland      |       | 60.056808, 18.798593 | 10011202010001 | Ladda upp en bild av detta fornminne |
| Väddö 204:1  | Stensättning |              | Väddö, Uppland      |       | 60.076960, 18.777632 | 10011202040001 | Ladda upp en bild av detta fornminne |
| Väddö 204:2  | Stensättning |              | Väddö, Uppland      |       | 60.076895, 18.777583 | 10011202040002 | Ladda upp en bild av detta fornminne |
| Väddö 205:1  | Stensättning |              | Väddö, Uppland      |       | 60.067188, 18.809198 | 10011202050001 | Ladda upp en bild av detta fornminne |
| Väddö 206:1  | Röse         |              | Väddö, Uppland      |       | 60.025961, 18.831939 | 10011202060001 | Ladda upp en bild av detta fornminne |
| Väddö 207:1  | Röse         |              | Väddö, Uppland      |       | 60.041554, 18.824935 | 10011202070001 | Ladda upp en bild av detta fornminne |
| Väddö 207:2  | Stensättning |              | Väddö, Uppland      |       | 60.041315, 18.825020 | 10011202070002 | Ladda upp en bild av detta fornminne |
| Väddö 260    | Stensättning |              | Väddö, Uppland      |       | 59.962705, 18.800268 | 12000000081262 | Ladda upp en bild av detta fornminne |